# Elżbieta Kościk
Elżbieta Kościk (ur. 4 maja 1948 w Jeleniej Górze) – polska historyk, specjalizująca się w demografii historycznej, historii gospodarczej, historii Polski i powszechnej XIX–XX w. oraz historii społecznej, profesor nauk humanistycznych, nauczycielka akademicka związana Uniwersytetem Wrocławskim.

## Życiorys
Dzieciństwo i wczesną młodość spędziła w Jeleniej Górze. Podjęła studia historyczne na Wydziale Historyczno-Filozoficznym Uniwersytetu Wrocławskiego.
Zawodowo związała się ze swoją macierzystą uczelnią, pracując w Instytucie Historycznym przechodząc przez większość szczebli kariery naukowej od asystenta przez adiunkta po profesora nadzwyczajnego. W 1982 uzyskała stopień naukowy doktora nauk humanistycznych na podstawie pracy pt. Osadnictwo wiejskie w południowych powiatach Dolnego Śląska w latach 1945–1949, napisanej pod kierunkiem prof. Zbigniewa Kwaśnego. Stopień naukowy doktora habilitowanego nauk humanistycznych w zakresie historii uzyskała w 1993 na podstawie dorobku naukowego oraz rozprawy pt. Przemiany w strukturze społeczno-zawodowej i demograficznej ludności Opola w drugiej połowie XIX i na początku XX w. na podstawie ksiąg parafialnych i akt USC. W 2013 prezydent Polski Bronisław Komorowski nadał jej tytuł profesora nauk humanistycznych.
Kierowała Zakładem Historii Gospodarczej, Demografii i Statystyki Instytutu Historycznego. W latach 1993–1999 była zastępcą dyrektora Instytutu Historycznego ds. nauczania, a w latach 1999–2005 pełniła funkcję prodziekana ds. nauczania Wydziału Nauk Historycznych i Pedagogicznych. Od 2005 do 2008 roku sprawowała funkcję zastępcy dyrektora Instytutu Historycznego ds. nauki. W 2008 i 2012 została wybrana na stanowisko dziekana Wydziału Nauk Historycznych i Pedagogicznych. W 2016 była kandydatką na urząd rektora Uniwersytetu Wrocławskiego, przegrywając w drugiej turze z prof. Adamem Jezierskim
Utrzymywała stałe kontakty naukowe z licznymi placówkami naukowymi w kraju i za granicą, z których pracownikami realizowała wspólne projekty badawcze. Kierowała kilkoma ogólnopolskimi grantami, w kilku innych była głównym wykonawcą. W latach 1999–2009 była prezesem Wrocławskiego Towarzystwa Miłośników Historii i jednocześnie członkiem Zarządu Głównego Polskiego Towarzystwa Historycznego. W latach 2015–2017 pełniła funkcję wiceprezesa Polskiego Towarzystwa Historii Gospodarczej. Jest także członkiem redakcji kilku czasopism naukowych.

## Dorobek naukowy
Zajmuje się głównie demografią historyczną, historią gospodarczą, historią Polski i powszechną XIX i XX wieku oraz historią społeczną. Do jej głównych publikacji należą:
- Wrocławskie anegdoty, wyd. Arboretrum, Wrocław 1996. Współautorzy Teresa Bogacz i Marek Cetwiński.
- Przemiany w strukturze społeczno-zawodowej i demograficznej ludności Opola w drugiej połowie XIX i na początku XX wieku na podstawie ksiąg parafialnych i akt USC, Wrocław 1993.
- Osadnictwo wiejskie w południowych powiatach Dolnego Śląska w latach 1945–1949, wyd. Ossolineum, Wrocław 1982.
- Wołów. Zarys monografii miasta, wyd. Silesia, praca pod red. Elżbiety Kościk, Wrocław-Wołów 2002.
- Namysłów. Z dziejów miasta i okolic, wyd. Namislavia, Namysłów 2006, Współautorzy Jan Kęsik i Mateusz Goliński.